# カーリー・パターソン
カーリー・パターソン（Carly Patterson、1988年2月4日 - ）は、アメリカ合衆国の元女子体操競技選手で歌手。

## 略歴
6歳で体操を始める。2002年に全米ジュニア選手権で個人総合優勝。
15歳で出場した2003年世界体操競技選手権（アナハイム）個人総合では、当時世界最強で「女王」と呼ばれたスベトラーナ・ホルキナ（ロシア）に逆転で敗れ2位。だが、翌2004年のアテネオリンピック個人総合では、ホルキナに雪辱を果たし、同種目では1984年ロサンゼルスオリンピックのメアリー・ルー・レットン以来、20年ぶりにアメリカに金メダルをもたらした。2006年に引退。
2007年から歌手活動を行っている。